# Liczynięta
Liczynięta – dawny zaścianek. Tereny, na których był położony, leżą obecnie na Białorusi, w obwodzie grodzieńskim, w rejonie oszmiańskim, w sielsowiecie Boruny.

## Historia
W czasach zaborów chutor w gminie Holszany, w powiecie oszmiańskim, w guberni wileńskiej Imperium Rosyjskiego. W 1866 roku w 1 domu zamieszkiwało 8 osób. W 1905 roku liczył 14 mieszkańców, 20 dziesięcin, własność Brzozowskich.
W latach 1921–1945 zaścianek leżał w Polsce, w województwie wileńskim, w powiecie oszmiańskim, w gminie Krewo, a następnie w gminie Holszany.
W 1931 w 2 domach zamieszkiwało 17 osób.
Wierni należeli do parafii rzymskokatolickiej i prawosławnej w Borunach. Miejscowość podlegała pod Sąd Grodzki w Holszanach i Okręgowy w Wilnie; właściwy urząd pocztowy mieścił się w Borunach.